# 滨海利翁
滨海利翁（法語：Lion-sur-Mer，法語發音：[ljɔ̃ syʁ mɛʁ] ⓘ）是法国卡尔瓦多斯省的一个市镇，属于卡昂区。

## 地理
滨海利翁（49°18'4"N, 0°19'8"W）面积4.75 平方千米，位于法国诺曼底大区卡爾瓦多斯省，该省份为法国西北部沿海省份，北濒大西洋英吉利海峡，东北与滨海塞纳省以海上边界相接，东临厄尔省，南至奧恩省，西与芒什省接壤。
与滨海利翁接壤的市镇（或旧市镇、城区）包括：克雷斯龙、滨海埃尔芒维尔、滨海吕克。

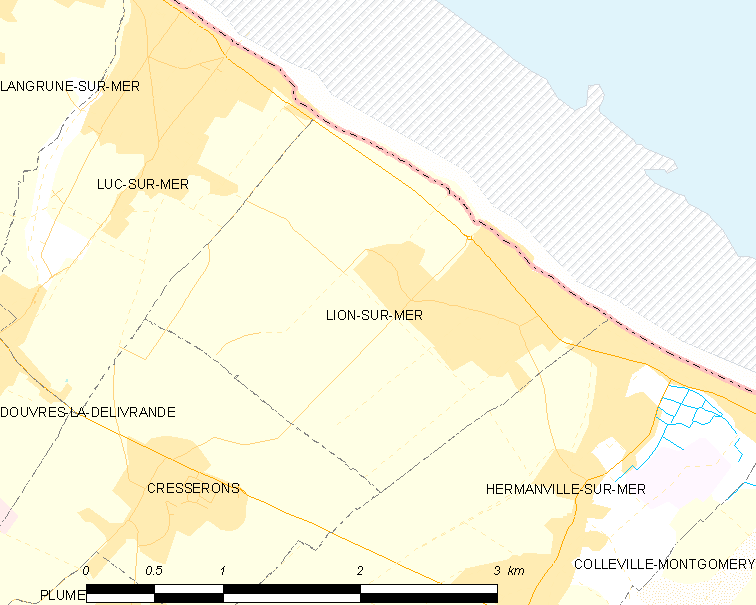
滨海利翁的OSM定位图

滨海利翁的时区为UTC+01:00、UTC+02:00（夏令时）。

## 行政
滨海利翁的邮政编码为14780，INSEE市镇编码为14365。

## 政治
滨海利翁所属的省级选区为维斯特雷阿姆县。

## 人口

1962-2008年间滨海利翁人口变化图示

滨海利翁于2022年1月1日时的人口数量为2510人。